# Пасічник Іван Микитович
Іван Микитович Пасічник (26 жовтня 1927, село Нарцизівка, тепер Липовецького району Вінницької області — 19 червня 2012) — український радянський діяч, ланковий механізованої ланки колгоспу імені XXII з'їзду КПРС Липовецького району Вінницької області. Герой Соціалістичної Праці (8.04.1971). Депутат Верховної Ради СРСР 7—8-го скликань.

## Біографія
Народився в селянській родині.
У 1944—1945 роках — учень кріпильника шахти.
У 1946—1951 роках — служба в Радянській армії.
Освіта середня. У 1951—1953 роках — учень курсів трактористів училища механізації сільського господарства.
У 1953—1961 роках — тракторист, з 1961 року — ланковий механізованої ланки колгоспу імені XXII з'їзду КПРС села Лукашівки Липовецького району Вінницької області. Ланка з року в рік, починаючи з 1965 року, вирощувала високі врожаї цукрових буряків (по 430—490 ц/га на площі 175 га).
Член КПРС з 1968 року.
Потім — на пенсії в селі Нарцизівка Липовецького району Вінницької області.

## Нагороди
- Герой Соціалістичної Праці (8.04.1971)
- два ордени Леніна (8.04.1971)
- орден Жовтневої Революції
- медалі
- заслужений механізатор Української РСР (1978)